# Le Chant du Danube
Pour plus de détails, voir Fiche technique et Distribution.
Le Chant du Danube (Waltzes from Vienna ou Strauss' Great Waltz) est un film musical britannique réalisé par Alfred Hitchcock, sorti en 1934. Le titre est une référence explicite à la valse Le Beau Danube bleu.

## Synopsis
Le récit commence avec l'arrivée des pompiers à la boulangerie Ebezeder, où un début d'incendie a été détecté. Johann Strauss fils (Esmond Knight) y est avec Rasi Ebezeder (Jessie Matthews), la fille du pâtissier, à qui il donne des leçons de chant et dédicace ses chansons. Les deux jeunes gens doivent quitter les lieux.
Johann Strauss fils joue du violon dans l'orchestre de Johann Strauss père (Edmund Gwenn), mais n'est pas encouragé à composer par celui-ci. Lors de l'incendie, dans le magasin de lingerie fine situé en face de la pâtisserie, il fait la rencontre de la comtesse Helga von Stahl (Fay Compton), qui a composé quelques vers et lui demande de l'aider pour les traduire en musique. Quand son mari le prince (Frank Vosper) en entend parler par une domestique, il débarque dans la salle de musique en furie, mais le nom de Strauss le calme un peu.
La comtesse Helga tombe peu à peu sous le charme de Johann Strauss Jr. Avec un ami, elle complote pour que Strauss père reporte sa représentation et que la pièce de Strauss, Le Beau Danube bleu, puisse être présentée devant une assistance. Le jeune homme conduit lui-même la valse, et devient la sensation de Vienne.
Un peu plus tard, même si le prince Gustav a quelques soupçons quant aux intentions de Strauss fils, tous se réconcilient. Le vieux Strauss signe même un autographe donné à une jeune fille avec la mention « Johann Strauss Senior ».

## Analyse
Le film est tiré de l'opérette Walzer aus Wien de Heinz Reichter, A.M. Willner et Ernst Marishka, créée à Vienne le 30 octobre 1930 sur des musiques de Johann Strauss père et fils arrangées par Erich Korngold. Il raconte de façon romancée l'histoire de la composition et de la première exécution de la célèbre valse de Johann Strauss fils, Le Beau Danube bleu.
Selon Hitchcock, « "Waltzes from Vienna" gave me many opportunities for working out ideas in the relation of film and music. Naturally, every cut in the film was worked out on the script before shooting began. But more than that, the musical cuts were worked out too. » (« Le Chant du Danube m'a offert de nombreuses occasions de mettre en œuvre mes idées sur la relation entre le film et sa musique. Naturellement, chaque scène du film était décrite dans le scénario avant que le tournage ne débute. Mais en plus, les passages musicaux étaient aussi détaillés. »
Cependant, Hitchcock décrit à François Truffaut son seul film musical comme « un musical sans musique, très bon marché et sans aucun rapport avec [son] travail habituel », tourné à une période où « sa réputation était très mauvaise ».

## Fiche technique
- Titre : Le Chant du Danube
- Titre original : Waltzes from Vienna
- Réalisation : Alfred Hitchcock
- Scénario : Claude Allain, Alma Reville et Guy Bolton d'après la pièce de Heinrich Richter, A.M. Wilner et Ernst Marishka
- Directeur de la photographie : Glen MacWilliams
- Directeur artistique : Alfred Junge
- Direction musicale : Louis Levy
- Production : Gaumont British
- Pays d'origine :  Royaume-Uni
- Format : Noir et blanc
- Durée : 80 minutes
- Dates de sortie : 
  -  Royaume-Uni : mars 1934
  -  États-Unis : 7 avril 1935
  -  France : 31 janvier 1936

## Distribution
- Jessie Matthews : Rasi
- Esmond Knight : Johann Strauss fils
- Edmund Gwenn : Johann Strauss père
- Fay Compton : Comtesse Helga von Stahl
- Frank Vosper : Prince Gustav
- Robert Hale : Ebezeder
- Charles Heslop : Valet
- Hindle Edgar : Leopold
- Marcus Barron : Drexter
- Betty Huntley-Wright : Femme de chambre

Acteurs non crédités
- Bertram Dench : Mécanicien
- Sybil Grove : Mme Fouchett
- B.M. Lewis : Domeyer
- Billy Shine Jr. : Carl
- Cyril Smith : Secrétaire

## Copies
Le film n'est pas considéré perdu, mais Le Chant du Danube est devenu, au fil du temps, extrêmement rare. 
En France, l'édition en DVD chez Universal en 2012 donne la version originale anglaise sous-titrée en français (durée : 1h 16). La version doublée en français connue était amputée de séquences du film.